# Magneuptychia agnata
Espèce
Magneuptychia agnata est une espèce d'insectes lépidoptères (papillons) de la famille des Nymphalidae, de la sous-famille des Satyrinae et du genre Magneuptychia.

## Dénomination
Magneuptychia agnata a été décrit par l'entomologiste américain William Schaus en 1913 sous le nom initial d'Euptychia agnata.
Synonyme : Cissia agnata.

### Noms vernaculaires
Magneuptychia agnata se nomme Agnata Satyr en anglais.

## Description
Magneuptychia agnata est un papillon beige foncé à marron clair avec sur le dessus une tache peu visible à l'apex des ailes antérieures et une plus marquée proche de l'angle anal de l'aile postérieure.
Le revers est marqué de deux rayures et à l'apex de l'aile antérieure d'un ocelle noir pupillé de blanc comme ceux de l'apex et proches de l'angle anal de l'aile postérieure.

## Écologie et distribution
Magneuptychia agnata est présent uniquement au Costa Rica.

### Biotope
Il réside sur la côte atlantique du Costa Rica.

### Protection
Pas de statut de protection particulier.